# Fleischsteuer
Als Fleischsteuer bezeichnet man eine Konsumsteuer auf Fleisch.

## Fleischsteuer in der Umwelt- und Gesundheitspolitik
Eine Motivation sind die Umweltprobleme durch die Tierproduktion, das Tierwohl und die Gesundheitsrisiken des Fleischkonsums. Eine Fleischsteuer – ausgestaltet als eine indexierte Steuer, deren Bemessungsgrundlage die Menge des verbrauchten Gutes ist (→ Mengensteuer) – ist ein Mittel, die umweltbezogenen Externalitäten sowie die Kosten für das Gesundheitswesen im Preis des Lebensmittels abzubilden. Damit soll ein Lenkungseffekt hin zu einem anderen Lebensmittelkonsum bewirkt werden. Durch eine Differenzierung des Steuersatzes nach Produktkategorien, etwa der Fleischsorte, kann die Lenkungswirkung zielgenauer ausgestaltet werden, was aber regelmäßig mit einem höheren Verwaltungsaufwand einhergeht. Auf Produzentenseite schafft die Einpreisung negativer Externalitäten Anreize, schädliche Nebeneffekte der Produktion zu verringern.
Neben der Lenkungswirkung haben Fleischsteuern auch einen fiskalischen Effekt – der Staat erzielt höhere Einnahmen. Die Einnahmen der Fleischsteuer können verwendet werden, um die Tierhalter zu unterstützen und das Tierwohl zu fördern.
Derzeit werden die Externalitäten der Produktion und des Konsums nicht im Fleischpreis abgebildet. Viele Studien weisen auf, dass Fleisch in den meisten Ländern außerdem deshalb zu günstig ist, weil es subventioniert wird. Eine Fleischsteuer wäre ein Instrument dieser Entwicklung entgegenzusteuern, ohne inländische Produzenten zu benachteiligen, da die Steuer auch für Importe gelten würde.

### Berechnung
2022 haben Wissenschaftler der TU Berlin, der University of Oxford und des Potsdam-Institut für Klimafolgenforschung berechnet, wie der Fleischpreis ausfallen müsste, um die externen Kosten abzubilden. Dazu betrachteten sie folgende Externalitäten: Treibhausgas-Emissionen, Eutrophierung, Biodiversitätsverlust, Landnutzung, Entwaldung, Wasserverbrauch und Gesundheitsrisiken. Die Forscher kommen zu dem Ergebnis, dass Rindfleisch zwischen 35 und 56 Prozent teurer sein müsste, Lamm- und Schweinefleisch um 19 Prozent und Geflügel um 25 Prozent. Um Dumping zu verhindern würde die Steuer auch auf Importwaren erhoben. Eine Umverteilung der Einnahmen auf die Haushalte würde laut den Forschern zudem dafür sorgen, dass kleine Einkommen nach der Steuerreform sogar mehr Geld hätten.

### Diskussion
2017 stellte sich der dänische Ethikrat hinter die Forderungen nach einer Fleischsteuer, um den Klimawandel zu verlangsamen. Da der dänische Lebensstil nicht mit dem Pariser Klimazielen vereinbar ist, sehen die Mitglieder eine ethische Verpflichtung hin zur Reduktion des Fleischkonsums. Die Mitglieder sehen bei einem geringeren Fleischkonsum keine Einschränkungen für Genuss oder Gesundheit. Gerade im Hinblick auf Gesundheitsrisiken werden ebenso auch eine Fett- und Zuckersteuer diskutiert.
Der österreichische Handelsverband teilt die Bedenken in Bezug auf die Umweltbelastung der Fleischproduktion, sieht eine Fleischsteuer jedoch kritisch, da diese kleine und mittleren Einkommen belasten würde, und plädiert stattdessen für die Förderung der lokalen Fleischproduktion. Die britische Landwirtschaftsorganisation Eblex sieht in einer Fleischsteuer ein grobes Instrument, das die Kosten für Endkunden erhöht.

## Akzeptanz
Eine Studie aus dem Jahr 2023 kommt zu dem Schluss, dass Verbraucher in Deutschland eine Fleischsteuer vor allem aus Gründen des Tierwohls akzeptieren würden. Die Akzeptanz für die neue Steuer fiel niedriger aus, wenn sie mit dem Klimaschutz begründet wurde statt mit dem Tierwohl. Dabei würde mehrheitlich eine Preissteigerung von 0,40 Euro pro Kilogramm Fleisch akzeptiert.
Eine Umfrage unter rund 3.500 US-Amerikanern zeigte, dass 2022 rund 37 % eine Fleischsteuer unterstützen würden. In der Generation Z waren es 62 %.